# Kreis Nordfriesland
Nordfriesland (Deens: Nordfrisland, Noord-Fries: Nordfraschlönj / Nordfriislon) is een Kreis in de Duitse deelstaat Sleeswijk-Holstein. Nordfriesland ligt tegen de grens van Denemarken. De Kreis telt 167.147 inwoners (31 december 2020) op een oppervlakte van 2.048,61 km². De Kreisstadt van Nordfriesland is Husum (Noord-Fries: Hüsem). Het noordelijkste punt van het eiland Sylt is het meest noordelijke punt van Duitsland.

## Geografie

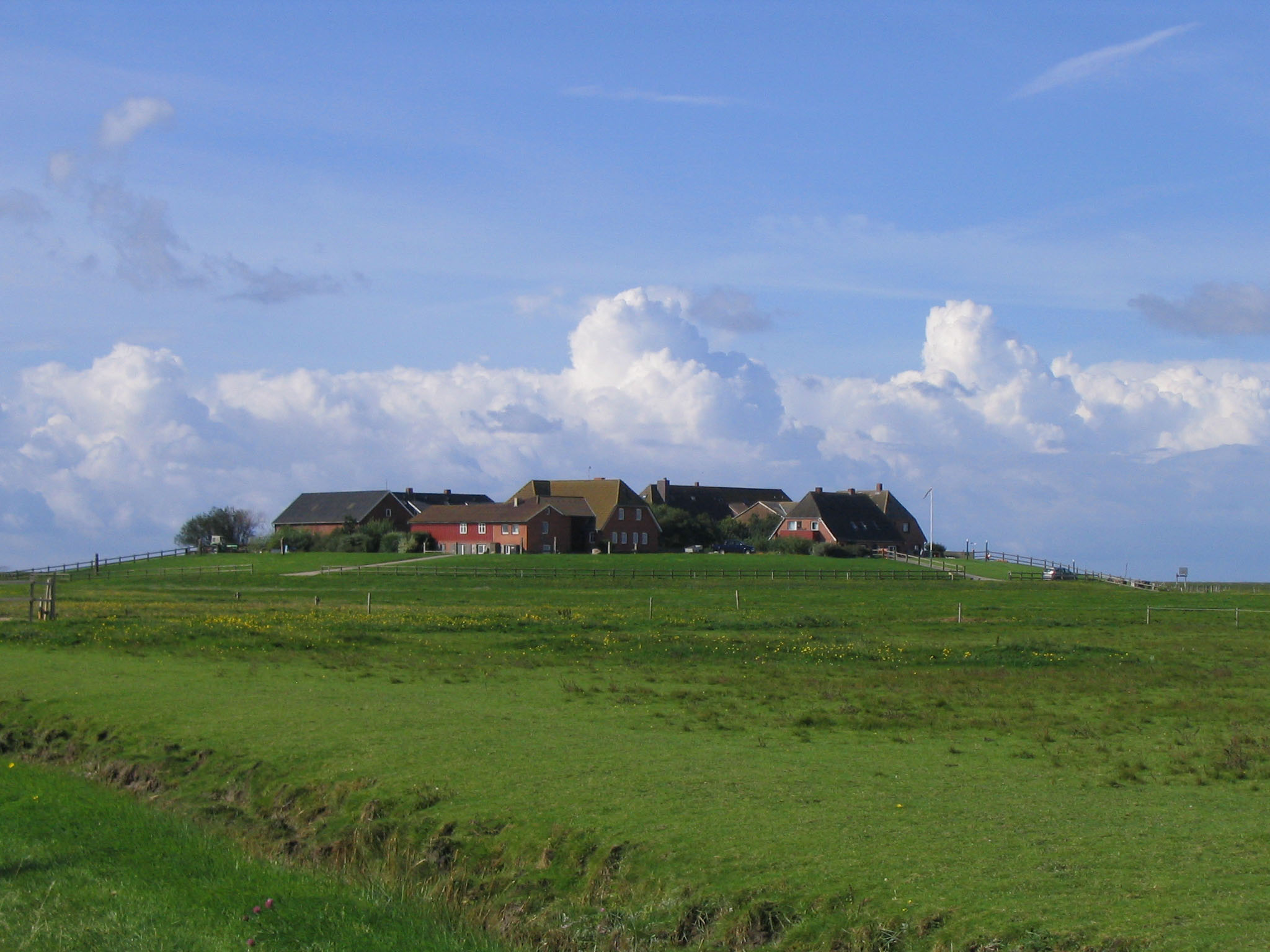
Hallig Hooge

Nordfriesland grenst in het noorden aan de Deense gemeenten Tønder en Aabenraa. In het oosten grenst het aan de Landkreis Schleswig-Flensburg en in het zuiden aan Dithmarschen. In het westen ligt de Noordzee, waarbij de eilanden Sylt, Amrum en Föhr de grens vormen tussen Noordzee en Waddenzee.
In de Waddenzee liggen de tien Halligen, onbedijkte eilanden, deels bewoond op terpen,
en het eiland Pellworm. In het zuiden liggen de schiereilanden Nordstrand en Eiderstedt. De Waddenzee maakt deel uit van het Nationaal park Sleeswijk-Holsteiner Waddenzee.
Het eiland Helgoland hoort historisch tot de regio Nordfriesland, maar is bestuurlijk ingedeeld bij de Kreis Pinneberg.

## Geschiedenis
Nordfriesland als politieke eenheid bestaat pas sinds een bestuurlijke herindeling in Sleeswijk-Holstein in 1970. De geschiedenis van de regio gaat veel verder terug, en is voor een groot deel verbonden met de geschiedenis van het Hertogdom Sleeswijk en de band van het hertogdom met het Deense Koninkrijk.

### Prehistorie
Zowel op Sylt als op het vasteland zijn archeologische vondsten gedaan die wijzen op bewoning in het Neolithicum. Waarschijnlijk is Sylt in deze periode door de stijgende zeespiegel losgeraakt van het vasteland. Uit de Bronstijd dateren grafvondsten die wijzen op een aanzienlijke welstand, wellicht samenhangend met de handel in barnsteen.
In de tijd van de Grote Volksverhuizing is de streek waarschijnlijk grotendeels ontvolkt. Aangenomen wordt dat de toenmalige bevolking samen met de naburige Angelen richting Groot-Brittannië is vertrokken.

### Friezen

Vlag van Kreis Nordfriesland

Streekvlag van Noord-Friesland

Hoewel er vrijwel geen bronnen zijn, wordt aangenomen dat Nordfriesland vanaf ongeveer 700 in twee golven is bevolkt door Friezen die over zee, vanuit het huidige Nederland kwamen. De eerste kolonisten zouden zich vooral op de eilanden hebben gevestigd. In de tweede golf, die gedateerd wordt rond 1100, zou ook het vasteland zijn gekoloniseerd. De eerste schriftelijke vermelding van Friezen in deze streek is in de Saxo Grammaticus uit het einde van de twaalfde eeuw. De Friezen vechten mee in de strijd van tegenkoning Knut tegen koning Sven II van Denemarken. Waar de Friezen met name de streek langs de Waddenzee gingen bevolken, vestigden zich op de landinwaarts gelegen geestgronden ook Juten en Denen.
De Friezen verkregen in de loop van de tijden een aanzienlijke mate van autonomie binnen het rijk van de Deense koning. Toen koning Waldemar II in 1241 in geheel Jutland, met inbegrip van het huidige Sleeswijk, de Jyske Lov invoerde, bleven de door Friezen bewoonde Harden en de Utlande hun eigen Friese recht houden. De oudste bewaarde bron van het eigen recht van de Noord-Friezen is de Siebenhardenbeliebung uit 1426.

### Nederlandse kolonisten

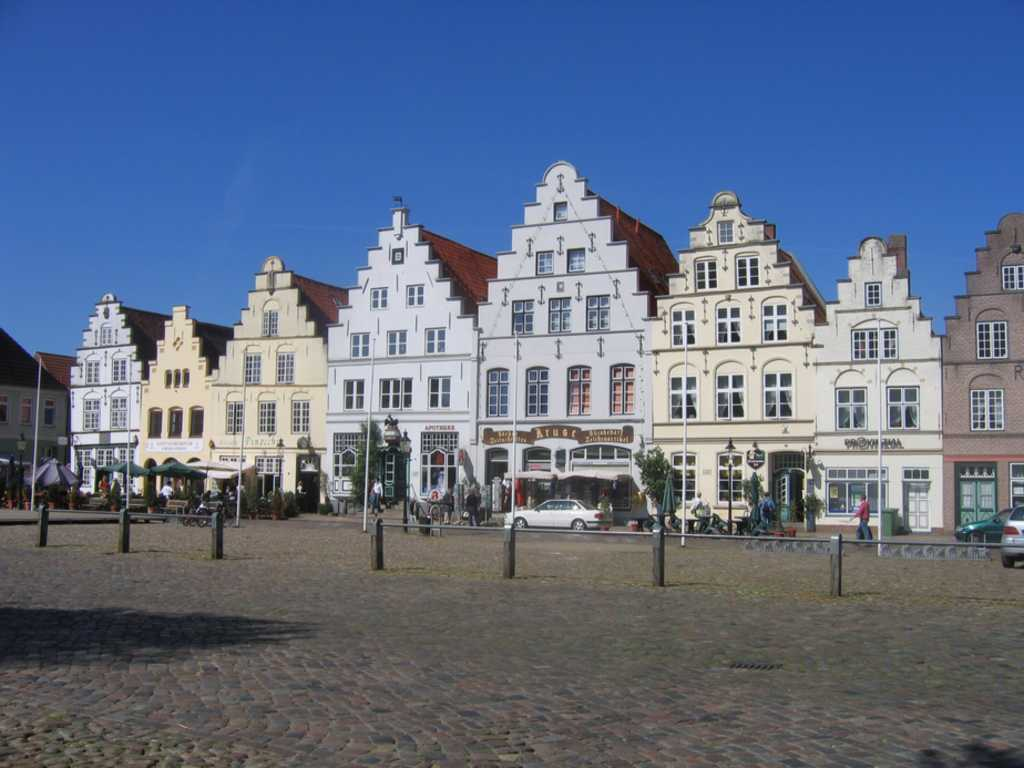
Friedrichstadt

Een nieuwe groep kolonisten uit het huidige Nederland trok in de jaren tussen de Reformatie en het einde van de Dertigjarige Oorlog naar Nordfriesland. Deze groep was niet specifiek Fries, maar bestond uit groepen die niet tot de gevestigde kerk in de Republiek behoorden zoals mennonieten, katholieken en remonstranten. De laatste groep stichtte de nieuw gestichte stad Friedrichstadt, waar het Nederlands tot ver in de achttiende eeuw bestuurstaal was.

## Talen
Nordfriesland is momenteel nog steeds een veeltalig gebied met vier officiële talen: Duits, Noord-Fries (Friisk of Frasch), Deens en Nedersaksisch. Het Nedersaksisch geldt als streektaal, het Noord-Fries en Deens gelden als minderheidstalen. Het tot in de 19e eeuw dominante Noord-Fries wordt nu nog door zo'n 10.000 mensen gesproken, in negen verschillende dialecten. Verder wordt er in Nordfriesland ook nog Juts gesproken. In het verleden werd er in Friedrichstadt daarnaast ook nog Nederlands gesproken.
De Noord-Friese naam is Nordfraschlönj of kortweg Fraschlönj, de Deense naam is Nordfrisland en de Nedersaksische is No(o)rdfreesland.

## Politiek
Nordfriesland vormt voor de Bondsdagverkiezingen samen met het noordelijke deel van het aangrenzende Dithmarschen Wahlkreis 2. Het district geldt als CDU-bolwerk. Sinds 1965 is de zetel bij 13 verkiezingen slechts 2 keer naar de SPD gegaan, en verder steeds naar de CDU.
Voor de verkiezingen van de Landdag van Sleeswijk-Holstein was de Landkreis tot 2012 verdeeld in drie districten, maar bij de herindeling in 2012 verloor Nordfriesland een district. De districten in Nordfriesland waren en zijn redelijk veilige CDU-zetels.
Het bestuur van de Landkreis, de Kreistag, is voor het laatst gekozen in 2013. De Kreistag wordt gekozen voor 5 jaar. De Kreistag heeft in principe 45 leden. Door zogenaamde Überhangmandate heeft de huidige Kreistag echter 52 zetels. De verdeling over de partijen is:
- CDU 21
- SPD 12
- WgNf 5
- SSW 5
- Bündnis 90/Die Grünen 5
- FDP 2
- Die Linke 1
- Piratenpartij Duitsland 1

## Steden en gemeenten

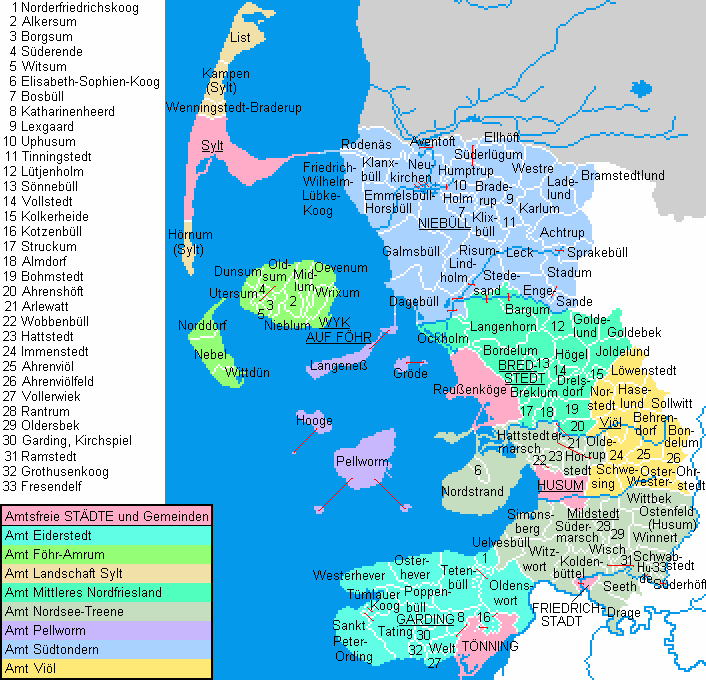
Overzichtskaart van ligging steden en gemeenten

Nordfriesland is verdeeld in 133 gemeenten (2012). Veel van die gemeenten zijn te klein om zelf alle bestuurstaken te verrichten. De kleinste gemeente van Duitsland, Gröde, een hallig met 8 inwoners, ligt in Nordfriesland. De kleinere gemeenten werken in Nordfriesland, net als in de rest van Sleeswijk-Holstein, samen in Amten. Slechts vijf gemeenten zijn van voldoende formaat om zelfstandig alle gemeentelijke taken uit te voren. Overigens kent Sleeswijk-Holstein ook nog een tussenvorm, de zogenaamde Verwaltungsgemeinschaft. Hierin werken Amten en gemeenten samen door een deel van elkaars taken door de ander te laten uitvoeren. In Nordfriesland hebben onder meer het Amt Nordsee-Treene en de gemeente Friedrichstadt zo'n samenwerking. Hieronder volgt een overzicht van alle gemeenten in de Landkreis.
Zelfstandige gemeenten, niet ingedeeld in een Amt
1. Friedrichstadt
2. Husum
3. Reußenköge
4. Sylt
5. Tönning

Ämter met de gemeenten (* = zetel bestuur)
| - 1. Amt Eiderstedt 1. Kirchspiel Garding 2. Garding* 3. Grothusenkoog 4. Katharinenheerd 5. Kotzenbüll 6. Norderfriedrichskoog 7. Oldenswort 8. Osterhever 9. Poppenbüll 10. Sankt Peter-Ording 11. Tating 12. Tetenbüll 13. Tümlauer-Koog 14. Vollerwiek 15. Welt 16. Westerhever - 2. Amt Föhr-Amrum 1. Alkersum 2. Borgsum 3. Dunsum 4. Midlum 5. Nebel 6. Nieblum 7. Norddorf auf Amrum 8. Oevenum 9. Oldsum 10. Süderende 11. Utersum 12. Witsum 13. Wittdün auf Amrum 14. Wrixum 15. Wyk auf Föhr* - 3. Amt Landschaft Sylt 1. Hörnum 2. Kampen 3. List 4. Wenningstedt-Braderup | - 4. Amt Mittleres Nordfriesland 1. Ahrenshöft 2. Almdorf 3. Bargum 4. Bohmstedt 5. Bordelum 6. Bredstedt* 7. Breklum 8. Drelsdorf 9. Goldebek 10. Goldelund 11. Högel 12. Joldelund 13. Kolkerheide 14. Langenhorn 15. Lütjenholm 16. Ockholm 17. Sönnebüll 18. Struckum 19. Vollstedt - 5. Amt Nordsee-Treene 1. Arlewatt 2. Drage 3. Elisabeth-Sophien-Koog 4. Fresendelf 5. Hattstedt 6. Hattstedtermarsch 7. Horstedt 8. Hude 9. Koldenbüttel 10. Mildstedt* 11. Nordstrand 12. Oldersbek 13. Olderup 14. Ostenfeld (Husum) 15. Ramstedt 16. Rantrum 17. Schwabstedt 18. Seeth 19. Simonsberg 20. Süderhöft 21. Südermarsch 22. Uelvesbüll 23. Winnert 24. Wisch 25. Wittbek 26. Witzwort 27. Wobbenbüll | - 6. Amt Pellworm (zetel in Husum) 1. Gröde 2. Hooge 3. Langeneß 4. Pellworm - 7. Amt Südtondern 1. Achtrup 2. Aventoft 3. Bosbüll 4. Braderup 5. Bramstedtlund 6. Dagebüll 7. Ellhöft 8. Emmelsbüll-Horsbüll 9. Enge-Sande 10. Friedrich-Wilhelm-Lübke-Koog 11. Galmsbüll 12. Holm 13. Humptrup 14. Karlum 15. Klanxbüll 16. Klixbüll 17. Ladelund 18. Leck 19. Lexgaard 20. Neukirchen 21. Niebüll* 22. Risum-Lindholm 23. Rodenäs 24. Sprakebüll 25. Stadum 26. Stedesand 27. Süderlügum 28. Tinningstedt 29. Uphusum 30. Westre - 8. Amt Viöl 1. Ahrenviöl 2. Ahrenviölfeld 3. Behrendorf 4. Bondelum 5. Haselund 6. Immenstedt 7. Löwenstedt 8. Norstedt 9. Oster-Ohrstedt 10. Schwesing 11. Sollwitt 12. Viöl* 13. Wester-Ohrstedt |